# Campionatul European de Atletism în sală din 1994
A 23-a ediție a Campionatului European de Atletism în sală s-a desfășurat între 11 și 13 martie 1994 la Paris, Franța. Aceasta a fost a patra oară când Franța a găzduit acest eveniment. Au participat 498 de sportivi din 40 de țări.

## Sală
Probele au avut loc la Palais Omnisports din Paris-Bercy. Acesta a fost inaugurat în anul 1984.

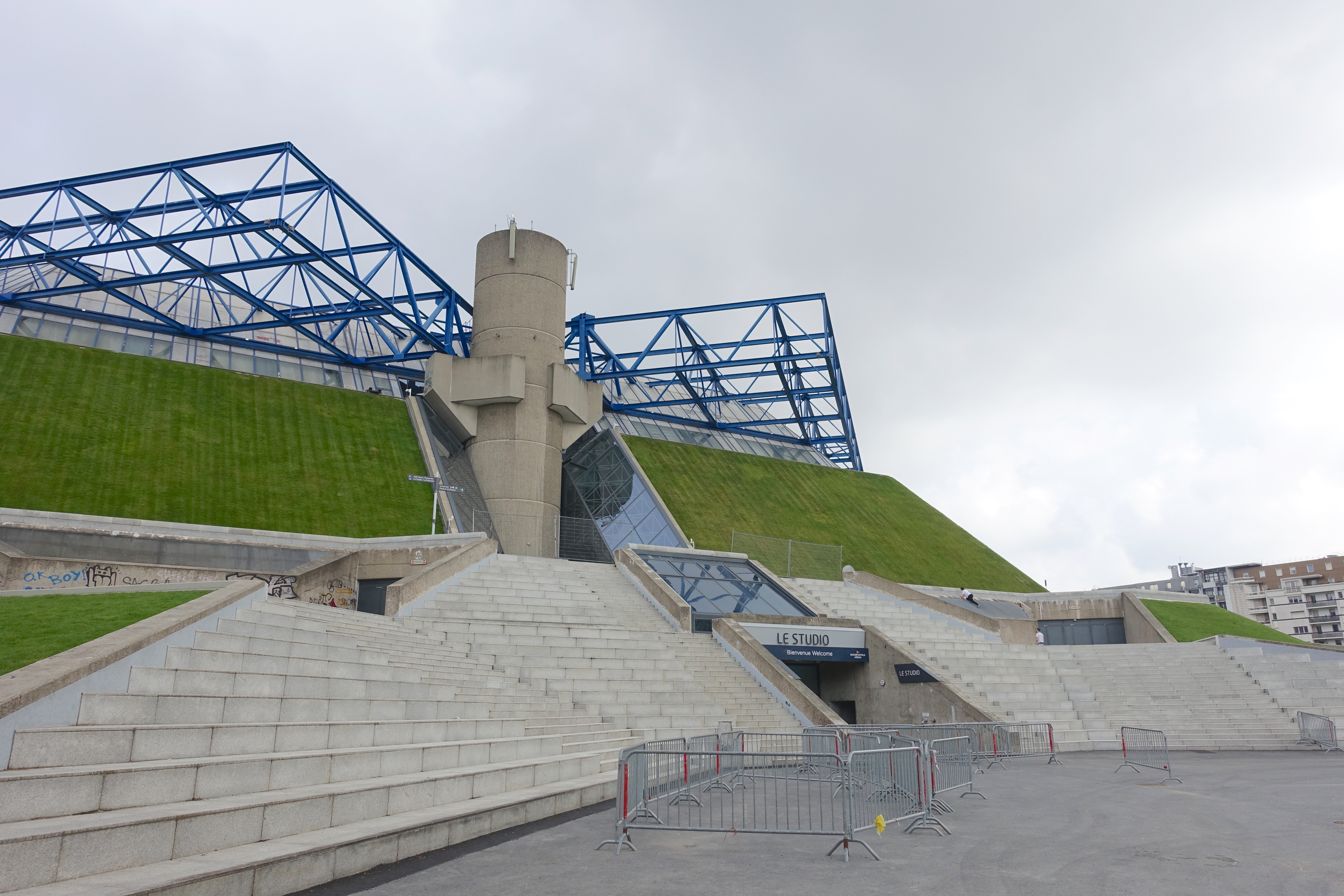
Palais Omnisports din Paris

## Rezultate
RM - record mondial; RE - record european; RC - record al competiției; RN - record național; PB - cea mai bună performanță a carierei

### Masculin
| Event                | Aur                     | Aur        | Argint                     | Argint   | Bronz                         | Bronz       |
| 60 m                 | Colin Jackson (GBR)     | 6,49 PB    | Alexandros Terzian (GRE)   | 6,51 PB  | Michael Rosswess (GBR)        | 6,54 PB     |
| 200 m                | Daniel Sangouma (FRA)   | 20,68      | Vladislav Dolohodin (UKR)  | 20,76 PB | Georgios Panayotopoulos (GRE) | 20,99       |
| 400 m                | Du'aine Ladejo (GBR)    | 46,53      | Mihail Vdovin (RUS)        | 46,56 PB | Rico Lieder (GER)             | 46,82       |
| 800 m                | Andrei Loghinov (RUS)   | 1:46,38 PB | Luis Javier González (ESP) | 1:46,69  | Ousmane Diarra (FRA)          | 1:47,18 PB  |
| 1500 m               | David Strang (GBR)      | 3:44,57    | Branko Zorko (CRO)         | 3:44,64  | Abdelkader Chékhémani (FRA)   | 3:44,65     |
| 3000 m               | Kim Bauermeister (GER)  | 7:52,34 PB | Ovidiu Olteanu (ROM)       | 7:52,37  | Rod Finch (GBR)               | 7:53,99 PB  |
| 60 m garduri         | Colin Jackson (GBR)     | 7,41       | George Boroi (ROM)         | 7,57     | Mike Fenner (GER)             | 7,58        |
| 5000 m marș          | Mihail Șcennikov (RUS)  | 18:34,32   | Ronald Weigel (GER)        | 18:40,32 | Denis Langlois (FRA)          | 18:43,20 PB |
| Săritura în înălțime | Dalton Grant (GBR)      | 2,37 PB    | Jean-Charles Gicquel (FRA) | 2,35 RN  | Wolf-Hendrik Beyer (GER)      | 2,33        |
| Săritura cu prăjina  | Piotr Bocikariov (RUS)  | 5,90 PB    | Jean Galfione (FRA)        | 5,80     | Igor Trandenkov (RUS)         | 5,75        |
| Săritura în lungime  | Dietmar Haaf (GER)      | 8,15       | Kostas Koukodimos (GRE)    | 8,09 PB  | Bogdan Tudor (ROM)            | 8,07        |
| Triplusalt           | Leonid Voloșin (RUS)    | 17,44      | Denis Kapustin (RUS)       | 17,35    | Vasili Sokov (RUS)            | 17,31       |
| Aruncarea greutății  | Oleksandr Bahaci (UKR)  | 20,66      | Dragan Peric (YUG)         | 20,55    | Pétur Guðmundsson (ISL)       | 20,04       |
| Heptatlon            | Christian Plaziat (FRA) | 6268       | Henrik Dagård (SWE)        | 6119     | Alain Blondel (FRA)           | 6084        |

### Feminin
| Event                | Aur                        | Aur         | Argint                       | Argint   | Bronz                    | Bronz      |
| 60 m                 | Nelli Cooman (NED)         | 7,17        | Melanie Paschke (GER)        | 7,19     | Patricia Girard (FRA)    | 7,19       |
| 200 m                | Galina Malciughina (RUS)   | 22,41 PB    | Silke Knoll (GER)            | 22,96    | Jacqueline Poelman (NED) | 23,43      |
| 400 m                | Svetlana Goncearenko (RUS) | 51,62       | Tatiana Alekseeva (RUS)      | 51,77    | Viviane Dorsile (FRA)    | 51,92      |
| 800 m                | Natalia Duhnova (BLR)      | 2:00,42     | Ella Kovacs (ROM)            | 2:00,49  | Carla Sacramento (POR)   | 2:01,12    |
| 1500 m               | Ekaterina Podkopaeva (RUS) | 4:06,46     | Liudmila Rogaciova (RUS)     | 4:06,60  | Małgorzata Rydz (POL)    | 4:06,98 PB |
| 3000 m               | Fernanda Ribeiro (POR)     | 8:50,47     | Margareta Keszeg (ROM)       | 8:55,61  | Anna Brzezińska (POL)    | 8:56,90 PB |
| 60 m garduri         | Iordanka Donkova (BUL)     | 7,85        | Eva Sokolova (RUS)           | 7,89     | Anne Piquereau (FRA)     | 7,91       |
| 3000 m marș          | Annarita Sidoti (ITA)      | 11:54,32 PB | Beate Gummelt (GER)          | 11:56,01 | Elena Arșințeva (RUS)    | 11:57,48   |
| Săritura în înălțime | Stefka Kostadinova (BUL)   | 1,98        | Desislava Aleksandrova (BUL) | 1,96 PB  | Sigrid Kirchmann (AUT)   | 1,96 RN    |
| Săritura în lungime  | Heike Drechsler (GER)      | 7,06        | Ljudmila Ninova (AUT)        | 6,78     | Inesa Kraveț (UKR)       | 6,72       |
| Triplusalt           | Inna Lasovskaia (RUS)      | 14,88       | Anna Biriukova (RUS)         | 14,72    | Sofia Bojanova (BUL)     | 14,52 PB   |
| Aruncarea greutății  | Astrid Kumbernuss (GER)    | 19,44       | Larisa Peleșenko (RUS)       | 19,16    | Svetla Mitkova (BUL)     | 19,09      |
| Pentatlon            | Larisa Turcinskaia (RUS)   | 4801 PB     | Rita Ináncsi (HUN)           | 4775 RN  | Urszula Włodarczyk (POL) | 4668       |

## Clasament pe medalii
| Loc   | Țară          | Aur | Argint | Bronz | Total |
| ----- | ------------- | --- | ------ | ----- | ----- |
| 1     | Rusia         | 9   | 7      | 3     | 19    |
| 2     | Regatul Unit  | 5   | -      | 2     | 7     |
| 3     | Germania      | 4   | 4      | 3     | 11    |
| 4     | Franța        | 2   | 2      | 7     | 11    |
| 5     | Bulgaria      | 2   | 1      | 2     | 5     |
| 6     | Ucraina       | 1   | 1      | 1     | 3     |
| 7     | Țările de Jos | 1   | -      | 1     | 2     |
| 7     | Portugalia    | 1   | -      | 1     | 2     |
| 9     | Italia        | 1   | -      | -     | 1     |
| 9     | Belarus       | 1   | -      | -     | 1     |
| 11    | România       | -   | 4      | 1     | 5     |
| 12    | Grecia        | -   | 2      | 1     | 3     |
| 13    | Austria       | -   | 1      | 1     | 2     |
| 14    | Iugoslavia    | -   | 1      | -     | 1     |
| 14    | Croația       | -   | 1      | -     | 1     |
| 14    | Suedia        | -   | 1      | -     | 1     |
| 14    | Spania        | -   | 1      | -     | 1     |
| 14    | Ungaria       | -   | 1      | -     | 1     |
| 19    | Polonia       | -   | -      | 3     | 3     |
| 20    | Islanda       | -   | -      | 1     | 1     |
| Total | Total         | 27  | 27     | 27    | 81    |

## Participarea României la campionat
21 de atleți au reprezentat România.
- Ovidiu Olteanu – 3000 m - locul 2
- George Boroi – 60 m garduri - locul 2
- Ella Kovacs – 800 m - locul 2
- Margareta Keszeg – 3000 m - locul 2
- Bogdan Tudor – lungime - locul 3
- Ionela Târlea – 400 m - locul 4
- Violeta Beclea – 1500 m - locul 4
- Liliana Năstase – 60 m garduri - locul 13, pentatlon - locul 4
- Magdalena Nedelcu – 400 m - locul 5
- Mirela Dulgheru – lungime - locul 5
- Tudorița Chidu – 1500 m - locul 7
- Mihaela Oană – aruncarea greutății - locul 7
- Daniel Cojocaru – 60 m - locul 8, 200 m - NT
- Rodica Petrescu – triplusalt - locul 8
- Petra Văideanu – pentatlon - locul 8
- Norica Cîmpean – 3000 m marș - locul 9
- Monica Toth – triplusalt - locul 9
- Eugen-Cristian Popescu – înălțime - locul 11
- Daniel Bărbulescu – lungime - locul 12
- Gheorghe Gușet – aruncarea greutății - locul 15
- Costică Bălan – 5000 m marș - DS

## Participarea Republicii Moldova la campionat
Șase atleți au reprezentat Republica Moldova.
- Inna Gliznuța – înălțime - locul 8
- Iulia Lisnic – 3000 m marș - locul 13
- Veaceslav Fedciuc – 5000 m marș - locul 16
- Aleksander Gliznutsa – lungime - locul 29
- Alexandru Enco – 60 m garduri - locul 32
- Alexandru Jucov – prăjină - FR